# Lakshmipur Sadar
Lakshmipur Sadar è un sottodistretto (upazila) del Bangladesh situato nel distretto di Lakshmipur, divisione di Chittagong. Si estende su una superficie di 514,78 km² e conta una popolazione di  684.425 abitanti (censimento 2011).